# 24931 Noeth
24931 Noeth è un asteroide della fascia principale. Scoperto nel 1997, presenta un'orbita caratterizzata da un semiasse maggiore pari a 2,5852781 UA e da un'eccentricità di 0,1362193, inclinata di 11,65833° rispetto all'eclittica.